# Biescas
Biescas é um município da Espanha na província de Huesca, comunidade autónoma de Aragão, de área 4,10 km² com população de 1549 habitantes (2007) e densidade populacional de 1606,83 hab./km².

## Demografia
| Variação demográfica do município entre 1991 e 2004 | Variação demográfica do município entre 1991 e 2004 | Variação demográfica do município entre 1991 e 2004 | Variação demográfica do município entre 1991 e 2004 |
| --------------------------------------------------- | --------------------------------------------------- | --------------------------------------------------- | --------------------------------------------------- |
| 1991                                                | 1996                                                | 2001                                                | 2004                                                |
| 1171                                                | 1240                                                | 1244                                                | 1362                                                |

## Enxurrada no Campismo de Biescas
Em 7 de Agosto de 1996, fortes chuvas de 160 litros por metro quadrado em menos de duas horas, aumentaram o caudal do rio Arás de 3 para 300 metros cúbicos. Milhares de metros cúbicos de água e cerca de 250 mil toneladas de rochas, árvores e pedras arrasaram o parque de campismo de Las Nieves, provocando 87 mortos. Nenhuma das vítimas morreu de afogamento, mas de traumatismos muito diversos.